# 新光寺 (所沢市)
新光寺（しんこうじ）は、埼玉県所沢市にある真言宗豊山派の寺院。

## 歴史
創建年代は不明である。ただ鎌倉幕府初代将軍源頼朝が狩りをした際に、当寺において休憩し、頼朝より寺領6石を賜ったという伝説から、鎌倉時代初期頃に創建されたものと推測される。
江戸時代に入ってからも江戸幕府第3代将軍徳川家光から第14代将軍徳川家茂に至るまで、寺領6石3斗の朱印状が交付されている。それらの朱印状は現在も保管されている。

## 交通アクセス
- 所沢駅より徒歩18分。